# Bestia di Bodmin
La Bestia di Bodmin, nota anche come Bestia della Brughiera di Bodmin, è un presunto grosso felino; si dice che sia stato avvistato, appunto, nella Brughiera di Bodmin in Cornovaglia, ma anche in Devon e Somerset. Simile a un puma, dovrebbe essere di colore grigio scuro-nero, e si aggirerebbe nella brughiera come il famoso Mastino dei Baskerville. I presunti avvistamenti o prove dell'esistenza di questo essere non sono state prese in considerazione dalle autorità.